# Октобар 1864
Октобар 1864 (укр. Жовтень 1864) — колишній югославський та сербський рок-гурт.

## Історія
Oktobar 1864 був сформований в 1984 році гітаристом Гораном Томановичем. Спочатку молодий гурт не мав стабільного складу — Томановіч шукав перших членів групи за газетними оголошеннями, але згодом склад стабілізувався. Група провела свій перший великий виступ в 1985 році, коли вони виступали у TAS-клуб в Белграді, приблизно в той час, Таня Йовічевіч, вокалістка гурту, приєднався до колективу. У Тані був добре поставлений джазовий вокал, тому Oktobar 1864 облишили експерименти з пост-панком і почали грати у стилі джаз-рок. Згодом до них долучилася духова секція у сладі трубача, саксофоніста та тромбоніста. У 1986 році Октобар 1864 записали і відправили своє демо на фестиваль MESAM, де стали лауреатами. Після цього, група почала роботу над своїм дебютним, однойменним альбомом. Альбом був записаний в листопаді і грудні 1986 року в O Studio в Белграді під наглядом продюсера Саши Хабіча. Платівку видала фірма Jugodisk. Пісні «Nađi me» (укр. Шукай мене) і «Carte blanche» стали хітами.
Після певної ротації у складі, вони приступили до запису другого альбому. Новий диск записувався все в тій же O Studio. Платівка отримала назву «Igra bojama» (укр. Гра з кольорами) і відмітилася низкою запрошених музикантів таких, як Мітар Суботіч, Йосип Ковач, Мілан Младенович та ін. Цього разу видавцем студійника стала більш солідна фірма PGP-RTB. Найбільшим хітом стала композиція «Sam» (укр. Одна).
Згодом молодий колектив вирушив на гастролі, розігріваючи публіку перед гуртом Екатарина Велика. В подальшому, ця співпраця із ЕКВ, ставала глибшою: під наглядом продюсера Екатарини Теодора Янні записувалися альбоми Октобара; Йовічевіч записувала бек-вокал для деяких платівок ЕКВ та таке інше. У 1989 році, читачами журналу Pop-rock, Таня Йовічевіч була названа найкращею рок-співачкою Югославії. Разом з все тими ж ЕКВ, Октобар 1864 працює над саундтреком до фільму «Početni udarac».
На початку 1990-го вони вирушили до Тітограду, де розпочали записувати свій третій студійний альбом, який, як виявиться у майбутньому, стане фінальним у дискографії гурту. Цей запис отримав назву «Crni ples» (укр. Чорний танець) — однойменна пісня стала великим хітом. У тому ж році Октобар 1864 пише музику до документального фільму Izlazak u Javnost, який був присвячений життю та творчості загребського коміка Еміру Мешичу. Роком пізніше, колектив виступив на антивоєнному заході у сараєвському спорт-комплексі «Zetra». Крім того, на тому концерті, Таня Йовічевіч разом з ЕКВ виконала їхню пісню Zemlja.
Незважаючи на те, що вони мали стабільну фан-базу та були високо оцінені критиками, але у зв'язку з початком Югославських війн, учасники групи вирішили припинити свою діяльність. Колектив розпалася в 1992 році і прощальний концерт відбувся в ОСК Белграда в січні 1992 року

### Після розпаду
Після розпаду, Таня Йовічевіч розпочала сольну кар'єру джазової співачки. Горан Томановіч сформував альтернативну рок-групу Braća Left. Желько Мітровіч організував гурт Pink television та спробував себе у видавницькому бізнесі, заснувавши лейбл City Records.
У 1997 році лейбл City Records видав збірку «Najbolje».

## Дискографія

### Студійні альбоми
- 1987 — Oktobar 1864 (укр. Жовтень 1864-го) (MC)
- 1988 — Igra bojama (укр. Гра з кольорами) (MC)
- 1990 — Crni ples (укр. Чорний танець) (CD)

### Компіляції
- 1997 — Najbolje (укр. Найкраще) (CD)